# Monhystera macquraiensis
Monhystera macquraiensis är en rundmaskart. Monhystera macquraiensis ingår i släktet Monhystera, och familjen Monhysteridae. Arten är reproducerande i Sverige.